# Aktuelles
Aktuelles ist eine Briefmarkenserie der Bundesrepublik Deutschland, die 2009 ins Leben gerufen wurde. Es handelt sich hierbei jedoch nicht um eine typische Briefmarkenserie, in der Postwertzeichen zu einem bestimmten Thema gruppiert werden. Vielmehr werden unter diesem Namen Briefmarken relativ kurzfristig zu einem aktuellen Anlass in Umlauf gebracht (zum Vergleich: die restlichen Marken werden meist im Herbst des Vorjahres bekannt gegeben). Die Briefmarken der Deutschen Post AG werden vom Bundesfinanzministerium herausgeben.

## Auswahl einiger Ausgaben
Legende
- Bild: Eine bearbeitete Abbildung der genannten Marke. Das Verhältnis der Größe der Briefmarken zueinander ist in diesem Artikel annähernd maßstabsgerecht dargestellt. Sollten keine Marken abgebildet sein, liegt es daran, dass das Urheberrecht des Künstlers noch nicht erloschen ist.
- Beschreibung: Eine Kurzbeschreibung des Motivs und/oder des Ausgabegrundes. Bei ausgegebenen Serien oder Blocks werden die zusammengehörigen Beschreibungen mit einer Markierung versehen eingerückt.
- Wert: Der Frankaturwert der einzelnen Marke in Eurocent. Ein „+“ bedeutet, dass es sich um eine Zuschlagsmarke handelt (= Frankaturwert + Spende).
- Ausgabedatum: Das Datum des erstmaligen Verkaufs dieser Briefmarke.
- Auflage: Soweit bekannt, wird hier die zum Verkauf angebotene Anzahl dieser Ausgabe angegeben.
- Entwurf: Soweit bekannt, wird hier angegeben, von wem der Entwurf dieser Marke stammt.
- Mi.-Nr.: Diese Briefmarke wird im Michel-Katalog unter der entsprechenden Nummer gelistet.

| Bild | Beschreibung                                 | Werte in Eurocent | Ausgabe- datum    | Auflage   | Entwurf                         | Mi.-Nr. |
|      | Deutschland                                  | 55                | 3. September 2009 | 8.570.000 | Stefan Klein und Olaf Neumann   | 2760    |
|      | Tier des Jahres 2010, Dachs                  | 55                | 12. November 2009 | 7.450.000 | Johannes Graf                   | 2767    |
|      | „Udo Lindenberg – Grußmarken“ - Andrea Doria | 45                | 1. Juli 2010      | 6.500.000 | Udo Lindenberg und Victor Malsy | 2803    |
|      | - „Sonderzug nach Pankow“                    | 55                | 1. Juli 2010      | 6.500.000 | Udo Lindenberg und Victor Malsy | 2804    |
|      | In Deutschland zu Hause – Einfallsreichtum   | 45                | 13. Oktober 2011  | 5.850.000 | Thomas Serres                   | 2891    |
|      | In Deutschland zu Hause – Einfallsreichtum   | 55                | 13. Oktober 2011  | 5.250.000 | Thomas Serres                   | 2892    |
|      | Fußball begeistert Deutschland               | 55                | 2. Mai 2012       | 6.100.000 | Stefan Klein und Olaf Neumann   | 2930    |
|      | In Deutschland zu Hause – Vielfalt           | 55                | 12. Juli 2012     | 5.658.000 | Jens Müller und Karen Weiland   | 2941    |
|      | Shrines of Europe Altötting                  | 85                | 2. Mai 2016       | 3.469.000 | Werner Hans Schmidt             | 3240    |